# 暗苞粉苞菊
暗苞粉苞菊（学名：Chondrilla phaeocephala）为菊科粉苞苣属的植物。分布在哈萨克斯坦、阿富汗以及中国大陆的新疆等地，生长于海拔900米至4,000米的地区，常生于荒漠砾石地，目前尚未由人工引种栽培。